# Lampranthus affinis
Lampranthus affinis är en isörtsväxtart som beskrevs av L. Bol. Lampranthus affinis ingår i släktet Lampranthus och familjen isörtsväxter. Inga underarter finns listade i Catalogue of Life.